# Gabriel Frugoni
Robert Gabriel Frugoni Vega (Tacuarembó, 21 de mayo de 1965) es un economista y político uruguayo, perteneciente al Movimiento de Participación Popular. Fue director de la Oficina de Planeamiento y Presupuesto durante el gobierno de José Mujica (2010-2015).

## Biografía
Es egresado de la Facultad de Ciencias Económicas y de Administración de la Universidad de la República. 
Su actividad laboral se desarrolló a partir de 1991 en Frigorífico Tacuarembó. Además, se desempeñó como asesor económico de la Asociación de Cultivadores de Arroz desde el año 2006. En febrero de 2007 asumió como gerente del Programa Ganadero del Ministerio de Ganadería, Agricultura y Pesca de Uruguay y participó en la Dirección General de Desarrollo Rural. Desde el año 2008 integró el gabienete productivo, habiendo sido designado responsable en la cadena cárnica.
El 1 de marzo de 2010 fue designado por el presidente de la República, José Mujica como director de la Oficina de Planeamiento y Presupuesto (OPP). Se lo considera un hombre ideológicamente afín a Mujica.
Los medios de prensa sostuvieron con insistencia que en el seno del gobierno de Mujica había, en realidad, dos equipos económicos. Al equipo económico "oficial", integrado por el ministro de economía Fernando Lorenzo, el presidente del BCU Mario Bergara y el jefe de asesoría macroeconómica Andrés Masoller, se "enfrentaba" otro equipo del entorno inmediato del presidente Mujica, integrado por Frugoni, Jerónimo Roca (subdirector de OPP) y Pedro Buonomo (asesor presidencial).